# 電撃少年
『電撃少年』（でんげきしょうねん）は、メディアワークス（アスキー・メディアワークスの前身）が1994年9月から1996年9月まで刊行していた雑誌。合計14号。
『電撃スーパーファミコン』（『デンゲキニンテンドーDS』の前身）の読者コーナー「電撃少年団」から派生する形で同誌の増刊として発刊し、1995年9月の「プレ創刊号」より独立。主にゲーム紹介・攻略記事、ゲーム原作やゲームを題材にしたコミックで構成されていた。『コロコロコミック』のような低年齢層をターゲットにした漫画雑誌を意識し、他のゲーム誌と違って誌面は右開き・縦組みの体裁をとっていた。
中高生以上を主要な読者層とするメディアワークスのゲーム誌を補完する役割を期待されていて、創刊前にはテレビコマーシャルを打つ力の入れようであった。創刊号の付録はザンギエフのペーパークラフト。ゲーム誌としてもコミック誌としても中途半端なスタンスになってしまい「ウラワザえもん」などの一部でカルト的な人気を持つ連載コミックはあったものの部数は低迷。2年で休刊に追い込まれた。なお、「ウラワザえもん」は「ウラワザえもんS」に改題し、『電撃SEGA EX』（後に『電撃セガサターン』）誌上で連載が継続された。